# Émile Littré

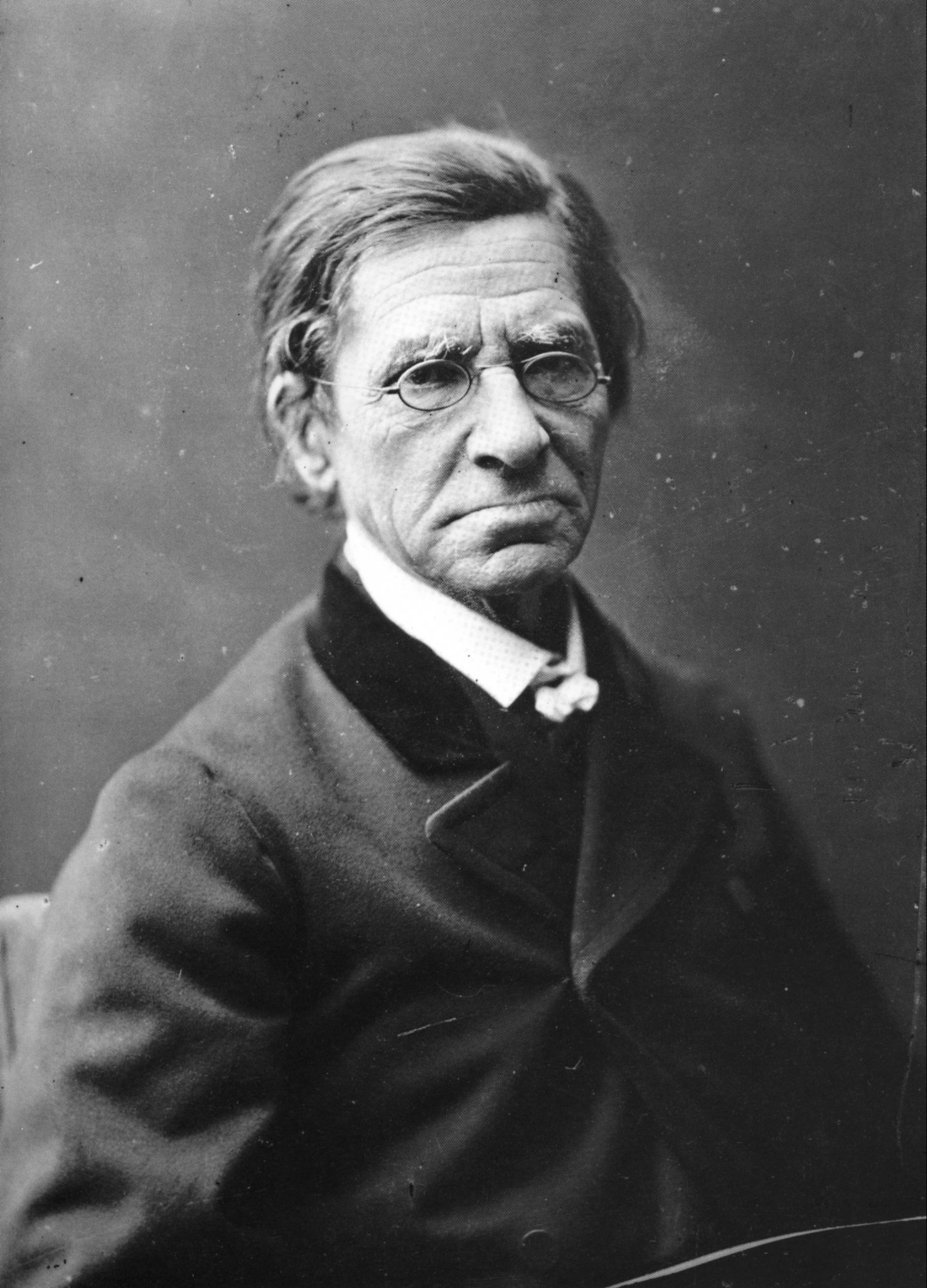
Émile Littré (1878)

Émile Littré (ur. 1 lutego 1801 w Paryżu, zm. 2 czerwca 1881 tamże) – francuski filolog, leksykograf i filozof, badacz języka francuskiego.

## Życiorys
Był wykształcony w dziedzinie medycyny, jak również w dziedzinie filologii angielskiej, niemieckiej, greckiej, łacińskiej oraz sanskryckiej. Jako żarliwy demokrata brał udział w rewolucji lipcowej 1830 - powstaniu przeciwko rządom Karola X. Przyjaźnił się z filozofem Augustem Comte'm, był propagatorem jego filozofii pozytywistycznej. W latach 30. XIX w. rozpoczął przygotowania do przetłumaczenia 10 tomów prac Hipokratesa, ukończonego w 1862. Wykładał na École Polytechnique, jednak stracił tam pracę w 1842, po Comte'm. Reprezentował poglądy materialistyczne. Po 1852 poróżnił się z Comte'm z powodu jego coraz bardziej mistycznych poglądów, jednak dopiero po śmierci Comte'a opublikował Paroles de philosophie positive (Słowa o filozofii pozytywistycznej, 1859) oraz inną pracę (w 1863), w których przedstawił punkty sporne, nakreślił pochodzenie i poddał analizie i krytyce poglądy Comte'a i ich skutki. W 1844 rozpoczął pracę nad Dictionnaire de la langue française (Słownikiem języka francuskiego), który ukończył w 1873; było to jedno z najznakomitszych dzieł leksykograficznych wszech czasów, mające nieporównywalną wartość dzięki dokładnym definicjom i wkładowi w historyczne uchwycenie rozwoju języka francuskiego. Od 1871 był członkiem Akademii Francuskiej.